# Zaranga citrinaria
Zaranga citrinaria är en fjärilsart som beskrevs av M.Gaede 1884. Zaranga citrinaria ingår i släktet Zaranga och familjen tandspinnare. Inga underarter finns listade i Catalogue of Life.